# Circolo chiuso
Circolo chiuso è un romanzo dello scrittore britannico Jonathan Coe, pubblicato nel 2004.
È il seguito de La banda dei brocchi e racconta le vicende dei personaggi già visti nel precedente libro.

## Trama
Gli anni settanta sono finiti e Benjamin Trotter e i suoi vecchi compagni di scuola del King William sono ormai diventati adulti. Siamo negli anni novanta e la vecchia banda dei brocchi non esiste più: Benjamin Trotter continua a ricordare la sua vecchia fiamma del liceo e l'egoista fratello Paul è nel frattempo diventato un deputato laburista alle prese con problemi d'amore e attentati terroristici.
Molti punti oscuri de La banda dei brocchi sono finalmente sviluppati e chiariti, riuscendo quindi a rendere i due libri un unico grande affresco della cultura anglosassone della seconda metà del secolo.

## Edizioni in italiano
- Jonathan Coe; Circolo chiuso, traduzione di Delfina Vezzoli, Feltrinelli, Milano 2005 ISBN 88-07-01670-2
- Jonathan Coe; Circolo chiuso, traduzione di Delfina Vezzoli, Universale economica 1939; Feltrinelli, Milano 2007 ISBN 978-88-07-81939-1
- Jonathan Coe; Circolo chiuso, traduzione di Delfina Vezzoli, Universale economica 8496; Feltrinelli, Milano 2007 ISBN 978-88-07-88496-2